# Gynocardia
Gynocardia là chi thực vật có hoa trong họ Achariaceae. Hiện tại người ta công nhận 1 loài trong chi này.
- Gynocardia odorata - Giang tím bịu.